# Così celeste
Così celeste è un singolo del cantante italiano Zucchero Fornaciari, contenuto nell'album Spirito DiVino del 1995.
Il brano fu l'ultimo estratto da Spirito DiVino nel 1996, e il terzo singolo estratto, nella versione in duetto con Cheb Mami, dall'album Zu & Co. del 2004.

## Il brano
Il brano, che durante gli anni '90 venne ripetutamente utilizzato per le pubblicità natalizie della marca Sapori diventando uno degli inni natalizi, fa riferimento alla fede del cantante, ma anche a una donna (“she’s my baby”). Del brano esistono anche una versione in inglese intitolata She’s My Baby e una in spagnolo intitolata Asì celeste.

## Tracce
Testi e musiche di Zucchero eccetto dove diversamente indicato.

### Vinile
Così celeste
- COD: More Vinyl, Polydor 2721

Lato A
1. Così celeste – 4:51

Lato B
1. She's My Baby – 4:49 (testo: Zucchero, P. Buchanan)

### CD singolo
Così celeste
- COD: Polydor 575 310-2

1. Così celeste (Radio Edit) – 4:50
2. Voodoo Voodoo – 4:10 (musica: Zucchero, L. Luisi)

- COD: Polydor 575 924-2

1. Così celeste (Edit Version) – 3:52
2. Voodoo Voodoo – 4:10 (musica: Zucchero, L. Luisi)

She's My Baby
- COD: Polydor 5002 299

1. She's My Baby – 3:52 (testo: Zucchero, P. Buchanan)

- COD: Polydor 575 716-2

1. She's My Baby – 3:51 (testo: Zucchero, P. Buchanan)

Così celeste (ft. Cheb Mami)
- COD: Universal 5002 842

- COD: Virgin 7243 548236 2 6

1. Così celeste (feat. Cheb Mami) – 4:41 (testo: Zucchero, Cheb Mami)

### CD Maxi
She's My Baby
- COD: Polydor 575 585-2

1. She's My Baby – 4:49 (testo: Zucchero, P. Buchanan)
2. The Promise – 5:26 (testo: Paul Buchanan)
3. A Wonderful World – 4:33 (testo: Zucchero, F. Musker)

## Il video
- Così celeste, su YouTube.
- Così celeste (live, ft. Cheb Mami), su YouTube.

## Classifiche
| Classifica (1996)      | Posizione massima |
| ---------------------- | ----------------- |
| Belgio (Vallonia)      | 36                |
| Francia (Airplay)      | 14                |
| Paesi Bassi            | 73                |
| Germania               | 98                |
| Spagna (Airplay)       | 19                |
| Classifica (2012)      | Posizione massima |
| Italia                 | 99                |
| Classifica (2017)      | Posizione massima |
| Turkmenistan (Digital) | 85                |

## Cover
Il brano ha avuto un particolare successo in Islanda, dove nel 1995 ne è stata incisa da Helgi Björnsson una versione in lingua islandese, dal titolo Ef eg nenni, poi eletta nel 2014 come la canzone natalizia islandese più bella di tutti i tempi.
Questa versione raggiunge la seconda posizione nella classifica islandese.